# Gregg Tafralis
Gregg Tafralis (eigentlich: Gregory Louis Tafralis; * 9. April 1958 in San Francisco; † 11. August 2023) war ein US-amerikanischer Kugelstoßer.
Tafralis besuchte nacheinander die Capuchino High School in San Bruno (1976), das College of San Mateo (1977) und das Skyline CC (1978). Er begann ursprünglich als Diskuswerfer und wurde von seinem Freund Mike Smith trainiert. Später wurde er von Mike Lewis trainiert und unter anderem von Victor Conte betreut, der 2003 im Mittelpunkt der BALCO-Affäre stand.
1985 wurde er Achter bei den Leichtathletik-Hallenweltspielen in Paris. 1987 folgte einem vierten Platz bei den Hallenweltmeisterschaften in Indianapolis eine Silbermedaille bei den Panamerikanischen Spielen. Bei den Weltmeisterschaften in Rom schied er in der Qualifikation aus. Im Jahr darauf wurde er bei den Olympischen Spielen 1988 in Seoul Neunter.
Im Herbst 1989 bekam er eine Sperre von vier Jahren für internationale Wettkämpfe, da er den Sportboykott gegen das Apartheid-Regime in Südafrika gebrochen hatte. Der Bann gegen Tafralis wurde 1992 aufgehoben.
Ein Dopingtest am 11. Februar 1995 fiel positiv aus, so dass er die Silbermedaille verlor, die er im März 1995 bei den Panamerikanischen Spielen in Mar del Plata gewonnen hatte, und für zwei Jahre gesperrt wurde.
Am 16. Februar 1999 wurde Tafralis positiv auf Metandienon getestet und erhielt eine lebenslange Sperre.
1985 und 1986 wurde er US-Vizemeister, 1988 nationaler Hallenmeister.
Tafralis war 1,83 m groß und wog in seiner aktiven Zeit 129 kg. Sein Sohn Adam Tafralis ist Gridiron-Footballer. Er spielte zunächst als Quarterback für die College-Football-Mannschaft der San José State University und trat dann für die Hamilton Tiger-Cats in der Canadian Football League an.

## Persönliche Bestweiten
- Kugelstoßen: 21,98 m, 13. Juni 1992, Los Gatos
  - Halle: 21,01 m, 28. Februar 1986, Princeton